# Molineria

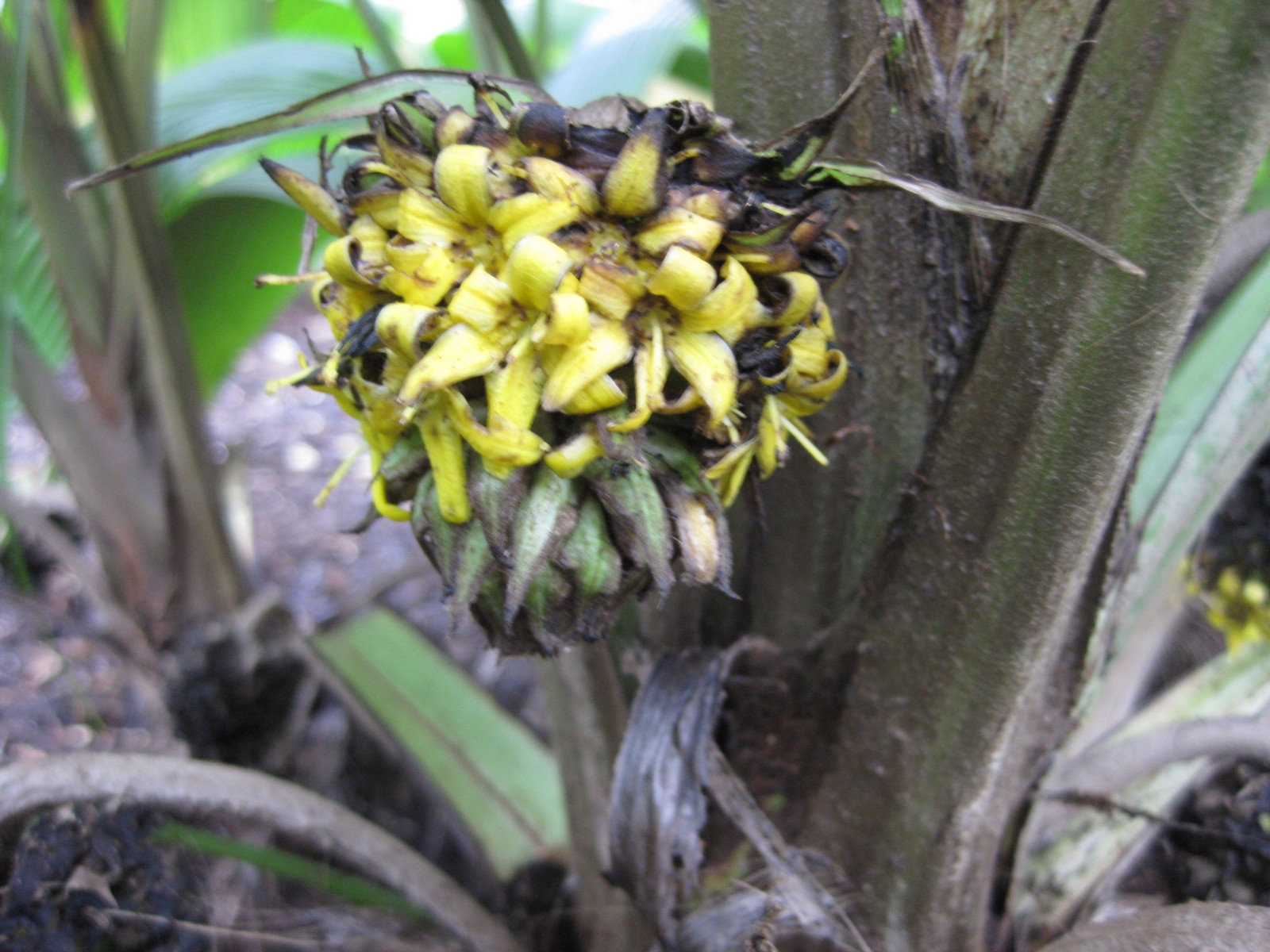
Kwiatostan M. capitulata

Molineria – rodzaj roślin należący do rodziny przyklękowatych (Hypoxidaceae). Obejmuje 7 gatunków występujących w Azji południowo-wschodniej i w stanie Queensland w Australii. Jako rośliny zawleczone rosną także w Ameryce Środkowej i północno-wschodniej Argentynie.

## Systematyka
Pozycja systematyczna według Angiosperm Phylogeny Website (aktualizowany system APG IV z 2016)Klad okrytonasienne, klad jednoliścienne (monocots), rząd szparagowce (Asparagales), rodzina przyklękowate (Hypoxidaceae).
Gatunki
- Molineria capitulata (Lour.) Herb.
- Molineria crassifolia Baker
- Molineria gracilis Kurz
- Molineria latifolia (Dryand. ex W.T.Aiton) Herb. ex Kurz
- Molineria oligantha C.E.C.Fisch.
- Molineria prainiana Deb
- Molineria trichocarpa (Wight) N.P.Balakr.